# OverBlood
『OverBlood』（オーバーブラッド）は、1996年8月にリバーヒルソフトから発売されたプレイステーション用ゲーム。1998年7月に、同社より続編のOverBlood2が発売された。2011年2月23日からPlayStation Storeのゲームアーカイブスで配信されている。『OverBlood』の開発陣が1994年に3DO用ゲームとして開発した『ドクターハウザー』という3Dホラーアドベンチャーゲームがあり、ゲームシステムなど『OverBlood』にいくつか受け継がれている。

## システム
ポリゴンで描かれた主人公を操作してゲームを進める。カメラ視点は主人公の位置によって自動で切り替わるシステムだが、背景もフルポリゴンで描画されており、一人称視点や主人公の背後からのカメラ視点に切り替えることも出来る。これも前作『ドクターハウザー』から引き継がれたシステムである。
探索
色々な場所を調べてアイテムを得たり操作して行動範囲を広げる。
セーブ
ボイスレコーダーを使えば、いつでもどこでもセーブすることが出来る。
ミニゲーム
ゲーム中で1度だけプレイすることの出来る「ホバークラフトによる縦スクロールゲーム」が存在する。
戦闘
戦闘はイベントで起き、敵から攻撃を食らって、青い体力ゲージがすべて赤くなればゲームオーバー。
トラップ
色々なパターンで即死する。また、何かしなければ、死ぬ可能性がある場所も存在する。

### ストーリー
西暦2095年、突如大地震に見舞われ人々の生活は混乱を極めた。極秘裏に管理されていたリステラ研究所内で、この異常事態により一人の男・ラズが、コールドスリープから目覚めた。しかし彼は記憶を失っていたのであった。謎めいた状況下で、ラズは同じように記憶を失っている女性ミリィと出会う。自分たちの過去、正体、運命など、そして研究施設の本当の意味を探るために探索を続ける。

### 登場人物
ラズ・カーシ
声：屋良有作
主人公。西暦2063年生まれの32歳。血液型はO型。自分に関する記憶を失ったままコールドスリープから目覚め、序盤にコンピュータを調べた結果からラズ・カーシという名前だけが明らかになる。自分に関する記憶を失いながらも、機械や科学に関しては常人以上の知識をもっているなど謎が多い。基本的に冷静だがピポの名前を単純な理由で名付けるなど茶目っ気がある。自分の数倍以上の面積のコンテナを動かし、ウイルスに感染され、その気になれば超人的な膂力を誇るモンスターを肉弾戦で倒すなど力が強い。記憶こそ無いものの実は彼こそがオリジナルのラズ。
ミリィ・アズレイ
声：小山茉美
研究所内の探索中に出会う女性。ラズ同様に過去の記憶を失っている。実はクローンであり、オリジナルのミリィはリステラ研究所の科学者であったものの軍が進めるARNAウイルスによる強化兵士の計画には反対していた。そのため生前の記憶は存在しており、研究所内の情報や機械の操作方法も知っているため結果的にそれがラズを救う事になった。
ピポ
声：新山志保
小型ロボット。言葉は話せないが電子音を発する。「ピポ」という名前はその音からラズが命名したもので、正確な名称はSR-9。研究所内のサービスロボットの役目を持つ。シーンによってはピポを操作する場面もある。
謎の男／クローンラズ
声：屋良有作
ミリィを付け狙い、モニターで常に監視している。ゼウスというコンピューターを操っている。事故時にクローンのミリィだけでも救おうとし危険だと反対した同僚の科学者達を始末した。自分の元までやってきたラズに対して「お前はクローンだ」言い放ち、同様に始末しようとするもミリィの妨害や大規模の余震により形勢不利を悟ると本性を現す。実は彼こそが研究所で作られた完成体であり本作の最終ボス。オリジナルの記憶を消してコールドスリープに閉じ込め、ミリィを自分のものにしようとしていた。不死身に近い生命力を持っていたがラズとミリィによって完全に消滅させられた。

### 用語
OverBlood（オーバーブラッド）
元々は「血を超えるもの」という意味合いで製作スタッフがつけたタイトル名。しかし続編OverBlood2では重要な意味を持つ存在を示す。
リステラ研究所
軍から依頼された強化兵士の開発を目指していた。しかしもう一つの隠された研究も秘密裏に行われていた。それは続編で明らかになる。
ARNAウイルス
前述の強化兵士開発のために作られたウイルスだが、致死率100%のため適合する被検体がおらず大半が失敗、あるいは怪物化するだけだった。
完成体
研究所が当時想定していたウイルス適合体。超人的な力と自我を備えた存在で作中ではオリジナルとクローンのラズのみだった。
ハヤノインダストリ
セーブ用のボイスレコーダーをはじめとして作中内に名前のみ出てくる企業。詳細は続編で明らかになる。

## 関連商品
ガイドブック
- オーバーブラッド オフィシャルガイド （ISBN 978-4-7973-0054-3）
- オーバーブラッド 必勝攻略法 （ISBN 978-4-575-28630-4）

その他の書籍
- オーバーブラッド - 種を超える者たち（ソフトバンクゲームノベルズ・石田祐一 著） ISBN 978-4-7973-0115-1

CD
- OverBlood - オリジナル・サウンドトラック 〜GM PROGRESS 10〜（メディアリング）